# Mūlasarvāstivāda
Mūlasarvāstivāda (Sanskrit: मूलसर्वास्तिवाद; kitajsko: 根本說一切有部; pinjin: Gēnběn Shuō Yīqièyǒu Bù) je ena od zgodnjih budističnih šol iz Indije. Mūlasarvāstivāda je veja Vinaye, ki se je vse do današnjih dni ohranila med Tibetanci in Mongoli. Vprašanje njenega izvora in njenega odnosa do ločine Sarvāstivāde še vedno ostaja precej nejasno. 

## Zgodovina

### Razvoj v Indiji
Pri vprašanju povezave med šolo Mūlasarvāstivāda in šolo Sarvāstivāda sodobni učenjaki v njiju vidijo dve med seboj neodvisni šoli. Čeprav je duhovnik Jidžing (okrog 700 n.š.) postavil trditev, da je šola dobila svoje ime zaradi tega, ker je izhajala iz šole Sarvāstivāda, Buton Rinchen Drub trdi, da je bilo ime le poklon šoli Sarvāstivāda v smislu, da je slednja »korenina« (mūla) vseh budističnih šol. Obstaja še več različnih hipotez o razmerju med obema šolama. Po mnenju Gregoryja Schopena se je Mūlasarvāstivāda razvila v 2. stoletju n.š. in je v 7. stoletju v Indiji prišla v zaton.

### Razvoj v kraljestvu Šrividžaja
V 7. stoletju je menih Jidžing zapisal, da je bila šola Mūlasarvāstivāda zelo vplivna v kraljestvu  Šrividžaja (Śrīvijaya; dežela na tleh današnje Indonezije). Jidžing je v času svojih popotovanj v Šrividžaji ostal šest do sedem let in se v tem času posvečal študiju sanskrita in prevajanju sanskritskih besedil v kitajščino. Pri tem je sporočal, da je Mūlasarvāstivāda vinaya na tem področju skoraj splošno sprejeta, pri čemer se je glede pravil in obredja ohranila praktično v svoji izvorni indijski obliki.

## Potomka Vinaye
Mūlasarvāstivāda vinaya je poleg  Dharmaguptake in Theravāde ena od treh oblik budizma, ki izvirajo iz Vinaye. Tibetanski vladar Ralpacan (prva polovica 9. stoletja) je omejil budistična meniška posvečenja v  Mūlasarvāstivāda vinayo. Ker mongolski budizem izvira iz Tibeta, so tudi Mongoli pri posvečevanju svojih menihov upoštevali to navodilo.
Z Mūlasarvāstivāda vinayo se lahko seznanimo preko tibetanske tradicije (od 9. stoletja dalje), kitajske tradicije (od 8. stoletja dalje), do določene mere pa iz izvornih besedil, napisanih v sanskritu.